# スマート1
スマート1（英語: SMART-1、Small Missions for Advanced Research Technology）とは欧州宇宙機関(ESA)が2003年9月27日に打ち上げた月探査用の技術試験衛星。主目的は、主推進システムとして搭載したイオンエンジンを使って月軌道までの移動を試験することであり、二次的な目的として月の探査を実施した。

## 経過
- 2003年9月27日: アリアン5ロケットで打上げ静止トランスファ軌道(7,035 × 42,223 km)に投入された後、イオンエンジンを使って12ヶ月以上にわたって徐々に軌道を上昇させた。
- 2004年10月26日：179,718 × 305,214 kmの地球周回軌道にまで到達。
- 2004年11月16日: 月周回軌道に投入
- 2006年9月3日: 速度2 km/sで月面に衝突させてミッションを終了。直径10 m程度のクレーターを作ったと思われる。

## 諸元
- 重量：367 kg
- 形状：1 m×1 m×1 m
- 推進系：キセノン(82kg搭載)を使用するイオンエンジンPPS-1350 1基　推力68 mN
- 観測機器：X線スペクトロメータ・高精度月小型カメラ・小型赤外線スペクトロメータ